# Strigilla gabbi
Strigilla gabbi är en musselart som beskrevs av Olsson och McGinty 1958. Strigilla gabbi ingår i släktet Strigilla och familjen Tellinidae. Inga underarter finns listade i Catalogue of Life.